# Morsiglia
Morsiglia är en kommun i departementet Haute-Corse på ön Korsika i Frankrike. Kommunen ligger i kantonen Capobianco som tillhör arrondissementet Bastia. År 2022 hade Morsiglia 107 invånare.

## Befolkningsutveckling
Antalet invånare i kommunen Morsiglia
Referens:INSEE